# Mosquiter de Goodson
El mosquiter de Goodson (Phylloscopus goodsoni) és una espècie d'ocell de la família dels fil·loscòpids (Phylloscopidae). Es troba a la Xina i Hong Kong. Els seus hàbitats principals són els boscos tropicals i subtropicals de frondoses humits de les terres baixes i de l'estatge montà.
L'epítet específic goodsoni fa referència a l'ornitòleg Arthur Thomas Goodson (1873-1931).